# José Vélez
José Vélez Chavarin é um cantor espanhol, nascido em 15 de novembro de 1951 em Telde, Gran Canaria.

## Vida artística
Durante a sua carreira conseguiu numerosas distinções e posições destacadas em concursos musicais.
Nos finais da anos 60 o professor de música da Organización Juvenil Española teve a ideia de formar um grupo musical com os seus alunos, entre os quais se encontrava José Vélez. Est grupo chamou-se Grupo Maravilla, que pouco tempo depois se dissolveu e José a sua carreira de solista.
Apresentou-se no  "Festival de la canción de la Isla de Palma", onde triunfou. Aos 17 anos apresentou-se no  "Festival Salto a la fama de Madrid", onde obteve um grande reconhecimento e por esse motivo decide ficar em Madrid.
Em 1976 lança o seu primeiro disco "Vino Griego".
Em 1977 atuou no festival de Sopot, Polónia onde se sagrou vencedor com o tema "Romántica".
Também representou a Espanha no Festival Eurovisão da Canção 1978 com a canção "Bailemos un vals" (Vamos dançar uma valsa),com o qual alcançou o 9º lugar e que lhe deu um grande êxito em toda a Espanha.
Muito assíduo em tournés pela América, sofreu um enfarte numa das suas viagens profissionais.
Em 2005, celebrou 30 anos de carreira, com uma tourné por Espanha, América Latina e Estados Unidos da América, onde apresentou o seu disco  "Por ti, 30 años".
Na sua carreira conquistou  19 discos de platina e  32 de ouro.
Uma rua da sua cidade natal Telde tem o seu nome.

## Discografia
- 1976 Vino Griego (100 000 cópias vendidas)
- 1982 Confidencias (50 000 cópias vendidas)
- 1982 Despiértate mujer (100 000 cópias vendidas)
- 1983 Me lo dice el corazón (200 000 cópias vendidas)
- 1984 Así soy yo (150 000 cópias vendidas)
- 1990 Como el Halcón (300 000 cópias vendidas)
- 1991 Te voy a enamorar (600 000 cópias vendidas entre América do Sul e Espanha)
- 1994 Ayer y hoy (500 000 cópias vendidas entre América do Sul e Espanha)
- 1996 De corazón (1 000 000 cópias vendidas entre América do Sul e Espanha)
- 2001 Sueños de amor (800 000 cópias vendidas entre América do Sul e Espanha)
- 2002 Mi historia (1 500 000 cópias vendidas entre América do Sul e Espanha)
- 2003 20 grandes éxitos (3 000 000 cópias vendidas entre América do Sul e Espanha)
- 2004 Grandes éxitos (900 000 cópias vendidas entre América do Sul e Espanha)
- 2005 Por ti. 30 años (7 500 000 cópias vendidas entre e América do Sul e Espanha) com o seu êxito: "Canario Latino Americano"
- 2007 Autentico

## Curiosidades
Começou a sua carreira musical como membro do grupo musical canário Los Tres de Canarias